# Danh sách cầu thủ tham dự Cúp bóng đá U-23 Dubai 2022
Dưới đây là đội hình của các đội tuyển tham dự Cúp bóng đá U-23 Dubai 2022, diễn ra từ ngày 23 đến ngày 29 tháng 3 năm 2022. Độ tuổi được liệt kê cho mỗi cầu thủ được tính đến ngày 23 tháng 3 năm 2022, ngày đầu tiên của giải đấu. 

## Trung Quốc
Huấn luyện viên:  Aleksandar Janković

| Số | VT | Cầu thủ                 | Ngày sinh (tuổi)            | Trận | Bàn | Câu lạc bộ              |
| -- | -- | ----------------------- | --------------------------- | ---- | --- | ----------------------- |
| 1  | TM | Hàn Gia Kỳ              | 3 tháng 7, 1999 (22 tuổi)   |      |     | Quảng Châu R&F          |
| 12 | TM | Bành Bành               | 24 tháng 11, 2000 (21 tuổi) |      |     | Côn Sơn                 |
|    | TM | Hoàng Tử Hào            | 9 tháng 6, 2001 (20 tuổi)   |      |     | Thành phố Nam Kinh      |
| 23 | TM | Tề Ngọc Hi              | 20 tháng 11, 2000 (21 tuổi) |      |     | Hắc Long Giang          |
|    |    |                         |                             |      |     |                         |
| 2  | HV | Vương Tiên Quân         | 6 tháng 1, 2000 (22 tuổi)   |      |     | Đai Liên                |
| 3  | HV | Yeljan Shinar           | 6 tháng 6, 1999 (22 tuổi)   |      |     | Thâm Quyến              |
| 5  | HV | Ngô Thiếu Thông         | 20 tháng 3, 2000 (22 tuổi)  |      |     | Quảng Châu              |
| 6  | HV | Giang Thánh Long        | 24 tháng 12, 2000 (21 tuổi) |      |     | Trùng Khánh Lương Giang |
| 16 | HV | Ôn Gia Bảo (Đội trưởng) | 2 tháng 1, 1999 (23 tuổi)   |      |     | Thân Hoa                |
| 17 | HV | Từ Hạo Phong            | 27 tháng 1, 1999 (23 tuổi)  |      |     | Thâm Quyến              |
| 19 | HV | Hoàng Gia Huy           | 7 tháng 10, 2000 (21 tuổi)  |      |     | Đại Liên                |
| 21 | HV | Hà Ngọc Bành            | 5 tháng 12, 1999 (22 tuổi)  |      |     | Đại Liên                |
| 26 | HV | Trần Áo                 | 17 tháng 7, 2000 (21 tuổi)  |      |     | Hà Bắc                  |
|    |    |                         |                             |      |     |                         |
| 8  | TV | Thái Minh Mân           | 30 tháng 10, 2000 (21 tuổi) |      |     | Côn Sơn                 |
| 11 | TV | Tôn Tần Hàm             | 21 tháng 3, 2000 (22 tuổi)  |      |     | Thân Hoa Thượng Hải     |
| 13 | TV | Từ Việt                 | 10 tháng 11, 1999 (22 tuổi) |      |     | Vũ Hán Tam Trấn         |
| 15 | TV | Dilyimit Tudi           | 25 tháng 2, 1999 (23 tuổi)  |      |     | Trường Xuân Yatai       |
| 22 | TV | Lưu Chu Duẫn            | 6 tháng 10, 2001 (20 tuổi)  |      |     | Cảng Thượng Hải         |
| 30 | TV | Abdurasul Abudulam      | 10 tháng 3, 2001 (21 tuổi)  |      |     | Sơn Đông Thái Sơn       |
|    |    |                         |                             |      |     |                         |
| 7  | TĐ | Đào Cường Long          | 20 tháng 11, 2001 (20 tuổi) |      |     | Đại Liên                |
| 14 | TĐ | Trần Quốc Khang         | 23 tháng 1, 1999 (23 tuổi)  |      |     | Mai Châu Khách Gia      |
| 18 | TĐ | Mộ Húc Thần             | 11 tháng 9, 1999 (22 tuổi)  |      |     | Hà Bắc                  |
| 20 | TĐ | Phương Hạo              | 3 tháng 1, 2000 (22 tuổi)   |      |     | Sơn Đông Thái Sơn       |
| 28 | TĐ | Trương Kiến Sinh        | 30 tháng 12, 1999 (22 tuổi) |      |     | Thiểm Tây Trường An     |

## Croatia
Huấn luyện viên: Boško Šutalo

| Số | VT | Cầu thủ                   | Ngày sinh (tuổi)           | Trận | Bàn | Câu lạc bộ           |
| -- | -- | ------------------------- | -------------------------- | ---- | --- | -------------------- |
| 1  | TM | Karlo Sentić (Đội trưởng) | 3 tháng 6, 2001 (20 tuổi)  | 1    | 0   | Varaždin             |
| 12 | TM | Roko Runje                | 13 tháng 8, 2001 (20 tuổi) | 0    | 0   | Porto                |
|    |    |                           |                            |      |     |                      |
| 2  | HV | Bruno Brajković           | 16 tháng 4, 2001 (20 tuổi) | 1    | 0   | Zadar                |
| 3  | HV | Roko Jurišić              | 28 tháng 9, 2001 (20 tuổi) | 1    | 0   | Rijeka               |
| 4  | HV | Luka Škaričić             | 28 tháng 1, 2002 (20 tuổi) | 1    | 0   | Varaždin             |
| 5  | HV | Niko Galešić              | 26 tháng 3, 2001 (20 tuổi) | 1    | 0   | Hrvatski Dragovoljac |
| 6  | HV | Stipe Vulikić             | 23 tháng 1, 2001 (21 tuổi) | 1    | 0   | Hrvatski Dragovoljac |
| 9  | HV | Mihael Kuprešak           | 15 tháng 5, 2001 (20 tuổi) | 1    | 0   | Osijek               |
| 13 | HV | Tin Hrvoj                 | 6 tháng 6, 2001 (20 tuổi)  | 1    | 0   | Dinamo Zagreb        |
|    |    |                           |                            |      |     |                      |
| 7  | TV | Fran Tomek                | 8 tháng 9, 2002 (19 tuổi)  | 1    | 0   | Dinamo Zagreb        |
| 16 | TV | Roko Jureškin             | 29 tháng 9, 2000 (21 tuổi) | 1    | 0   | Sereď                |
| 17 | TV | Karlo Perić               | 14 tháng 2, 2001 (21 tuổi) | 1    | 0   | Hrvatski Dragovoljac |
| 18 | TV | Leon Belcar               | 4 tháng 1, 2002 (20 tuổi)  | 0    | 0   | Varaždin             |
| 19 | TV | Marko Hanuljak            | 31 tháng 1, 2000 (22 tuổi) | 1    | 0   | Osijek               |
|    |    |                           |                            |      |     |                      |
| 8  | TĐ | Marin Laušić              | 26 tháng 6, 2001 (20 tuổi) | 1    | 0   | Slaven Belupo        |
| 10 | TĐ | Matej Vuk                 | 10 tháng 6, 2000 (21 tuổi) | 2    | 0   | Rijeka               |
| 11 | TĐ | Michele Šego              | 5 tháng 8, 2000 (21 tuổi)  | 1    | 0   | Varaždin             |
| 14 | TĐ | Ivan Brnić                | 23 tháng 8, 2001 (20 tuổi) | 1    | 0   | Dugopolje            |
| 15 | TĐ | Silvio Gorićan            | 27 tháng 2, 2000 (22 tuổi) | 1    | 0   | Lokomotiva Zagreb    |

## Iraq
Huấn luyện viên:  Miroslav Soukup

| Số | VT | Cầu thủ              | Ngày sinh (tuổi)            | Trận | Bàn | Câu lạc bộ          |
| -- | -- | -------------------- | --------------------------- | ---- | --- | ------------------- |
| 1  | TM | Hassan Ahmed         | 4 tháng 10, 1999 (22 tuổi)  | 0    | 0   | Al-Talaba           |
| 12 | TM | Hussein Ali Jooli    | 5 tháng 3, 2002 (20 tuổi)   | 0    | 0   | Erbil               |
| 22 | TM | Waleed Atiyah        | 4 tháng 2, 1999 (23 tuổi)   | 0    | 0   | Al-Diwaniya         |
|    |    |                      |                             |      |     |                     |
| 2  | HV | Abbas Badeea         | 9 tháng 1, 2000 (22 tuổi)   | 0    | 0   | Naft Missan         |
| 3  | HV | Cardo Siddik         | 21 tháng 9, 2002 (19 tuổi)  | 0    | 0   | Crystal Palace      |
| 4  | HV | Hussein Ammar        | 16 tháng 6, 2001 (20 tuổi)  | 0    | 0   | Naft Al-Basra       |
| 6  | HV | Zaid Tahseen         | 29 tháng 1, 2001 (21 tuổi)  | 0    | 0   | Al-Talaba           |
| 13 | HV | Maitham Waad         | 1 tháng 1, 2001 (21 tuổi)   | 0    | 0   | Al-Qasim            |
| 15 | HV | Mohammed Al-Baqer    | 8 tháng 4, 2000 (21 tuổi)   | 0    | 0   | Al-Diwaniya         |
| 17 | HV | Ahmed Naeim          | 29 tháng 1, 1999 (23 tuổi)  | 0    | 0   | Al-Najaf            |
| 19 | HV | Martin Haddad        | 8 tháng 12, 1999 (22 tuổi)  | 0    | 0   | Örebro Syrianska    |
| 21 | HV | Ammar Ghalib         | 13 tháng 3, 2001 (21 tuổi)  | 0    | 0   | Al-Shorta           |
| 23 | HV | Mohammed Dlawar      | 15 tháng 12, 2000 (21 tuổi) | 0    | 0   | Newroz              |
|    |    |                      |                             |      |     |                     |
| 5  | TV | Sadeq Zamel          | 15 tháng 7, 1999 (22 tuổi)  | 0    | 0   | Al-Shorta           |
| 8  | TV | Moamel Abdulridha    | 28 tháng 3, 2000 (21 tuổi)  | 0    | 0   | Amanat Baghdad      |
| 14 | TV | Merchas Doski        | 7 tháng 12, 1999 (22 tuổi)  | 0    | 0   | Wacker Innsbruck    |
| 10 | TV | Ahmed Sartip         | 20 tháng 2, 2000 (22 tuổi)  | 0    | 0   | Al-Zawraa           |
| 11 | TV | Muntadher Mohammed   | 5 tháng 6, 2001 (20 tuổi)   | 0    | 0   | Al-Zawraa           |
| 16 | TV | Muntadher Abdul Amir | 6 tháng 10, 2001 (20 tuổi)  | 0    | 0   | Al-Quwa Al-Jawiya   |
| 20 | TV | Alexander Aoraha     | 17 tháng 1, 2003 (19 tuổi)  | 0    | 0   | Queens Park Rangers |
| 24 | TV | Hiran Ahmed          | 6 tháng 4, 2000 (21 tuổi)   | 0    | 0   | Thun                |
|    |    |                      |                             |      |     |                     |
| 7  | TĐ | Ridha Fadhil         | 4 tháng 1, 2001 (21 tuổi)   | 0    | 0   | Baghdad             |
| 9  | TĐ | Wakaa Ramadan        | 17 tháng 4, 1999 (22 tuổi)  | 0    | 0   | Al-Talaba           |
| 18 | TĐ | Salim Ahmed Mezaal   |                             | 0    | 0   | Iraq                |

## Nhật Bản
Huấn luyện viên: Go Oiwa

| Số | VT | Cầu thủ           | Ngày sinh (tuổi)            | Trận | Bàn | Câu lạc bộ          |
| -- | -- | ----------------- | --------------------------- | ---- | --- | ------------------- |
| 1  | TM | Leo Brian Kokubo  | 23 tháng 1, 2001 (21 tuổi)  |      |     | SL Benfica          |
| 12 | TM | Zion Suzuki       | 21 tháng 8, 2002 (19 tuổi)  |      |     | Urawa Red Diamonds  |
| 23 | TM | Masato Sasaki     | 1 tháng 5, 2002 (19 tuổi)   |      |     | Kashiwa Reysol      |
|    |    |                   |                             |      |     |                     |
| 2  | HV | Ryuya Nishio      | 16 tháng 5, 2001 (20 tuổi)  |      |     | Cerezo Osaka        |
| 3  | HV | Seiya Baba        | 24 tháng 10, 2001 (20 tuổi) |      |     | Tokyo Verdy         |
| 4  | HV | Riku Handa        | 1 tháng 1, 2002 (20 tuổi)   |      |     | Montedio Yamagata   |
| 14 | HV | Hijiri Kato       | 16 tháng 9, 2001 (20 tuổi)  |      |     | V-Varen Nagasaki    |
| 16 | HV | Seiji Kimura      | 24 tháng 8, 2001 (20 tuổi)  |      |     | Montedio Yamagata   |
| 17 | HV | Shumpei Naruse    | 17 tháng 1, 2001 (21 tuổi)  |      |     | Nagoya Grampus      |
| 18 | HV | Takashi Uchino    | 7 tháng 3, 2001 (21 tuổi)   |      |     | Fortuna Dusseldorf  |
| 25 | HV | Kaito Suzuki      | 25 tháng 8, 2002 (19 tuổi)  |      |     | Tochigi SC          |
| 27 | HV | Anrie Chase       | 24 tháng 8, 2004 (17 tuổi)  |      |     | Shoshi High School  |
|    |    |                   |                             |      |     |                     |
| 5  | TV | Satoshi Tanaka    | 13 tháng 8, 2002 (19 tuổi)  |      |     | Shonan Bellmare     |
| 6  | TV | Joel Chima Fujita | 16 tháng 2, 2002 (20 tuổi)  |      |     | Yokohama F. Marinos |
| 7  | TV | Rihito Yamamoto   | 12 tháng 12, 2001 (20 tuổi) |      |     | Tokyo Verdy         |
| 10 | TV | Koki Saito        | 10 tháng 8, 2001 (20 tuổi)  |      |     | Lommel SK           |
| 13 | TV | Kuryu Matsuki     | 30 tháng 4, 2003 (18 tuổi)  |      |     | FC Tokyo            |
| 15 | TV | Sota Kawasaki     | 30 tháng 7, 2001 (20 tuổi)  |      |     | Kyoto Sanga FC      |
| 20 | TV | Hidemasa Koda     | 2 tháng 10, 2003 (18 tuổi)  |      |     | Nagoya Grampus      |
| 24 | TV | Yuta Matsumura    | 13 tháng 4, 2001 (20 tuổi)  |      |     | Kashima Antlers     |
|    |    |                   |                             |      |     |                     |
| 8  | TĐ | Ryotaro Araki     | 29 tháng 1, 2002 (20 tuổi)  |      |     | Kashima Antlers     |
| 9  | TĐ | Yuito Suzuki      | 25 tháng 10, 2001 (20 tuổi) |      |     | Shimizu S-Pulse     |
| 11 | TĐ | Mao Hosoya        | 7 tháng 9, 2001 (20 tuổi)   |      |     | Kashiwa Reysol      |
| 19 | TĐ | Yutaro Oda        | 12 tháng 8, 2001 (20 tuổi)  |      |     | Vissel Kobe         |
| 22 | TĐ | Shota Fujio       | 2 tháng 5, 2001 (20 tuổi)   |      |     | Tokushima Vortis    |

## Qatar
Huấn luyện viên:  Nicolás Córdova

| Số | VT | Cầu thủ              | Ngày sinh (tuổi)            | Trận | Bàn | Câu lạc bộ     |
| -- | -- | -------------------- | --------------------------- | ---- | --- | -------------- |
| 1  | TM | Mahmud Abunada       | 5 tháng 2, 2000 (22 tuổi)   |      | 0   | Al-Arabi       |
| 21 | TM | Marwan Badreldin     | 17 tháng 4, 1999 (22 tuổi)  |      | 0   | Al-Shamal      |
| 22 | TM | Salah Zakaria        | 24 tháng 4, 1999 (22 tuổi)  | 1    | 0   | Al-Duhail      |
|    |    |                      |                             |      |     |                |
| 2  | HV | Ali Malolah          | 26 tháng 2, 1999 (23 tuổi)  |      |     | Al-Rayyan      |
| 3  | HV | Diyab Haroon         | 15 tháng 1, 2001 (21 tuổi)  |      |     | Al-Khor        |
| 4  | HV | Mohamed Aiash        | 27 tháng 2, 2001 (21 tuổi)  |      |     | Al-Wakrah      |
| 5  | HV | Yousef Aymen         | 21 tháng 3, 1999 (23 tuổi)  |      |     | Qatar SC       |
| 12 | HV | Abdulla Al-Sulaiti   | 11 tháng 8, 2002 (19 tuổi)  |      |     | Al-Ahli        |
| 13 | HV | Mohammed Al-Naimi    | 25 tháng 3, 2000 (21 tuổi)  |      |     | Al-Duhail      |
| 15 | HV | Jassem Gaber         | 20 tháng 2, 2002 (20 tuổi)  |      |     | Al-Arabi       |
| 19 | HV | Ahmed Suhail         | 8 tháng 2, 1999 (23 tuổi)   |      |     | Al-Arabi       |
| 24 | HV | Mostafa Essam        | 20 tháng 12, 2001 (20 tuổi) |      |     | Al-Gharafa     |
|    |    |                      |                             |      |     |                |
| 6  | TV | Osama Al-Tairi       | 16 tháng 6, 2002 (19 tuổi)  |      |     | Al-Rayyan      |
| 8  | TV | Abdullah Ali         | 17 tháng 3, 1999 (23 tuổi)  |      |     | Al-Gharafa     |
| 10 | TV | Khaled Mohammed      | 7 tháng 6, 2000 (21 tuổi)   |      |     | Al-Ahli        |
| 11 | TV | Jassim Al-Mehairi    | 30 tháng 8, 2002 (19 tuổi)  |      |     | Qatar SC       |
| 14 | TV | Andri Syahputra      | 29 tháng 6, 1999 (22 tuổi)  |      |     | Al-Gharafa     |
| 16 | TV | Hashim Ali           | 17 tháng 8, 2000 (21 tuổi)  |      |     | Al-Rayyan      |
| 17 | TV | Mostafa Tarek        | 28 tháng 3, 2001 (20 tuổi)  | 1    | 1   | Al-Sadd        |
| 23 | TV | Lotfi Madjer         | 22 tháng 3, 2002 (20 tuổi)  |      |     | Al-Duhail      |
|    |    |                      |                             |      |     |                |
| 7  | TĐ | Abdulrasheed Ibrahim | 12 tháng 8, 1999 (22 tuổi)  |      |     | Al-Ahli        |
| 9  | TĐ | Yusuf Abdurisag      | 6 tháng 8, 1999 (22 tuổi)   |      |     | Al Sadd        |
| 18 | TĐ | Mekki Tombari        | 15 tháng 2, 2001 (21 tuổi)  |      |     | Al-Kharaitiyat |
| 20 | TĐ | Ahmed Al-Ganehi      | 22 tháng 9, 2000 (21 tuổi)  |      |     | Al-Gharafa     |

## Ả Rập Xê Út
Huấn luyện viên: Saad Al-Shehri

| Số | VT | Cầu thủ               | Ngày sinh (tuổi)            | Trận | Bàn | Câu lạc bộ |
| -- | -- | --------------------- | --------------------------- | ---- | --- | ---------- |
| 1  | TM | Raed Ozaybi           | 22 tháng 9, 2001 (20 tuổi)  |      |     | Al Nassr   |
|    | TM | Mohammed Abo Asidah   | 29 tháng 6, 2000 (21 tuổi)  |      |     | Al-Ittihad |
|    | TM | Bader Al-Enezi        | 31 tháng 7, 1999 (22 tuổi)  |      |     | Al-Tai     |
| 21 | TM | Abdulrahman Al-Sanbi  | 3 tháng 2, 2001 (21 tuổi)   |      |     | Al-Ahli    |
|    |    |                       |                             |      |     |            |
| 2  | HV | Nawaf Boushal         | 16 tháng 9, 1999 (22 tuổi)  |      |     | Al Fateh   |
| 3  | HV | Waleed Al-Ahmed       | 3 tháng 5, 1999 (22 tuổi)   |      |     | Al-Faisaly |
| 4  | HV | Mukhair Al-Rashidi    | 20 tháng 5, 1999 (22 tuổi)  |      |     | Al-Fayha   |
| 11 | HV | Nawaf Al-Mutairi      | 7 tháng 5, 2001 (20 tuổi)   |      |     | Najran     |
| 12 | HV | Saad Balobaid         | 27 tháng 1, 2000 (22 tuổi)  |      |     | Al-Taawoun |
| 13 | HV | Hamad Al-Yami         | 17 tháng 5, 1999 (22 tuổi)  |      |     | Al-Hilal   |
| 18 | HV | Abdulkarim Al-Sultan  | 24 tháng 6, 2000 (21 tuổi)  |      |     | Al-Tai     |
| 24 | HV | Mansour Al-Shammari   | 21 tháng 8, 2000 (21 tuổi)  |      |     | Al-Nassr   |
| 25 | HV | Khalifah Al-Dawsari   | 2 tháng 1, 1999 (23 tuổi)   |      |     | Al-Fateh   |
|    |    |                       |                             |      |     |            |
| 5  | TV | Saud Zidan            | 6 tháng 11, 1999 (22 tuổi)  |      |     | Al-Hazem   |
| 6  | TV | Ibrahim Mahnashi      | 18 tháng 11, 1999 (22 tuổi) |      |     | Al-Ettifaq |
| 7  | TV | Ayman Yahya           | 14 tháng 5, 2001 (20 tuổi)  |      |     | Al-Ahli    |
| 8  | TV | Hamed Al-Ghamdi       | 2 tháng 4, 1999 (22 tuổi)   |      |     | Al-Ettifaq |
| 10 | TV | Abdulelah Al-Shammeri | 24 tháng 1, 1999 (23 tuổi)  |      |     | Al-Hazem   |
| 14 | TV | Awad Al-Nashri        | 15 tháng 3, 2002 (20 tuổi)  |      |     | Al-Ittihad |
| 15 | TV | Hussain Al-Eisa       | 29 tháng 12, 2000 (21 tuổi) |      |     | Al-Batin   |
| 16 | TV | Ziyad Al-Johani       | 11 tháng 11, 2001 (20 tuổi) |      |     | Al-Ahli    |
| 23 | TV | Meshal Al-Sebyani     | 11 tháng 4, 2001 (20 tuổi)  |      |     | Al-Faisaly |
| 27 | TV | Ahmed Al-Ghamdi       | 21 tháng 9, 2001 (20 tuổi)  |      |     | Al Ettifaq |
|    |    |                       |                             |      |     |            |
| 9  | TĐ | Abdullah Al-Hamdan    | 12 tháng 9, 1999 (22 tuổi)  |      |     | Al-Hilal   |
| 17 | TĐ | Haitham Asiri         | 23 tháng 1, 2000 (22 tuổi)  |      |     | Al-Ahli    |
| 20 | TĐ | Mohammed Maran        | 15 tháng 2, 2001 (21 tuổi)  |      |     | Al-Tai     |

## Thái Lan
Huấn luyện viên: Worrawoot Srimaka

| Số | VT | Cầu thủ                    | Ngày sinh (tuổi)           | Trận | Bàn | Câu lạc bộ        |
| -- | -- | -------------------------- | -------------------------- | ---- | --- | ----------------- |
| 1  | TM | Kiadtiphon Udom            | 26 tháng 6, 2000 (21 tuổi) |      |     | Chiangmai         |
| 20 | TM | Supanut Suadsong           | 25 tháng 2, 1999 (23 tuổi) |      |     | Bangkok United    |
| 23 | TM | Nopphon Lakhonphon         | 19 tháng 7, 2000 (21 tuổi) |      |     | Buriram United    |
|    |    |                            |                            |      |     |                   |
| 2  | HV | Nakin Wisetchat            | 9 tháng 7, 1999 (22 tuổi)  |      |     | BG Pathum United  |
| 3  | HV | Chatmongkol Rueangthanarot | 9 tháng 5, 2002 (19 tuổi)  |      |     | Chonburi          |
| 4  | HV | Songchai Thongcham         | 9 tháng 6, 2001 (20 tuổi)  |      |     | Chonburi          |
| 5  | HV | Anusak Jaiphet             | 23 tháng 6, 1999 (22 tuổi) |      |     | Port              |
| 13 | HV | Kittipong Saensanit        | 22 tháng 3, 1999 (23 tuổi) |      |     | Samut Prakan City |
| 15 | HV | Theerapat Laohabut         | 23 tháng 2, 1999 (23 tuổi) |      |     | Ayutthaya United  |
| 21 | HV | Bukkoree Lemdee            | 11 tháng 3, 2004 (18 tuổi) |      |     | Chonburi          |
| 22 | HV | Thiti Tumporn              | 27 tháng 4, 1999 (22 tuổi) |      |     | Nakhon Ratchasima |
|    |    |                            |                            |      |     |                   |
| 6  | TV | Airfan Doloh               | 26 tháng 1, 2001 (21 tuổi) |      |     | Buriram United    |
| 9  | TV | Sakunchai Saengthopho      | 7 tháng 6, 1999 (22 tuổi)  |      |     | Kasetsart         |
| 11 | TV | Channarong Promsrikaew     | 17 tháng 4, 2001 (20 tuổi) |      |     | Unión Adarve      |
| 12 | TV | William Weidersjö          | 10 tháng 6, 2001 (20 tuổi) |      |     | Port              |
| 14 | TV | Purachet Thodsanit         | 9 tháng 5, 2001 (20 tuổi)  |      |     | Muangthong United |
| 19 | TV | Chitsanupong Choti         | 29 tháng 9, 2001 (20 tuổi) |      |     | Chonburi          |
|    |    |                            |                            |      |     |                   |
| 7  | TĐ | Patrik Gustavsson          | 19 tháng 4, 2001 (20 tuổi) |      |     | Chiangmai         |
| 8  | TĐ | Korawich Tasa              | 7 tháng 4, 2000 (21 tuổi)  |      |     | Muangthong United |
| 10 | TĐ | Sittichok Paso             | 28 tháng 1, 1999 (23 tuổi) |      |     | FC Ryukyu         |
| 16 | TĐ | Anan Yodsangwal            | 9 tháng 7, 2001 (20 tuổi)  |      |     | Lamphun Warriors  |
| 17 | TĐ | Mehti Sarakham             | 21 tháng 5, 1999 (22 tuổi) |      |     | PT Prachuap       |
| 18 | TĐ | Teerasak Poeiphimai        | 21 tháng 9, 2002 (19 tuổi) |      |     | Port              |

## UAE
Huấn luyện viên:  Denis Silva

| Số | VT | Cầu thủ             | Ngày sinh (tuổi)            | Trận | Bàn | Câu lạc bộ       |
| -- | -- | ------------------- | --------------------------- | ---- | --- | ---------------- |
| 1  | TM | Eisa Houti          | 6 tháng 12, 2000 (21 tuổi)  |      |     | Al Ittihad Kalba |
| 17 | TM | Suhail Abdulla      | 26 tháng 8, 1999 (22 tuổi)  |      |     | Emirates         |
| 22 | TM | Rakaan Al-Menhali   | 27 tháng 3, 2001 (20 tuổi)  |      |     | Al Jazira        |
|    |    |                     |                             |      |     |                  |
| 2  | HV | Mohammed Al-Maazmi  | 16 tháng 1, 2001 (21 tuổi)  |      |     | Al Nasr          |
| 5  | HV | Saeed Suleiman      | 18 tháng 4, 1999 (22 tuổi)  |      |     | Ajman            |
| 10 | HV | Khaled Al-Blooshi   | 20 tháng 4, 2002 (19 tuổi)  |      |     | Al Ain           |
| 12 | HV | Ahmad Jamil         | 16 tháng 1, 1999 (23 tuổi)  |      |     | Shabab Al Ahli   |
| 13 | HV | Faris Khalil        | 8 tháng 10, 2000 (21 tuổi)  |      |     | Al Wasl          |
| 16 | HV | Bader Abaelaziz     | 16 tháng 9, 2001 (20 tuổi)  |      |     | Shabab Al Ahli   |
| 20 | HV | Abdulla Idrees      | 16 tháng 8, 1999 (22 tuổi)  |      |     | Al Jazira        |
|    |    |                     |                             |      |     |                  |
| 4  | TV | Ahmed Mahmoud       | 6 tháng 1, 2001 (21 tuổi)   |      |     | Emirates         |
| 6  | TV | Hussain Mahdi       | 24 tháng 7, 2000 (21 tuổi)  |      |     | Al Nasr          |
| 8  | TV | Abdelaziz Mohamed   | 3 tháng 3, 2002 (20 tuổi)   |      |     | Shabab Al Ahli   |
| 11 | TV | Fahad Badr          | 9 tháng 3, 2001 (21 tuổi)   |      |     | Emirates         |
| 15 | TV | Mansoor Al-Harbi    | 14 tháng 7, 1999 (22 tuổi)  |      |     | Al Wahda         |
| 21 | TV | Abdallah Al-Balushi | 21 tháng 3, 1999 (23 tuổi)  |      |     | Baniyas          |
| 26 | TV | Eid Khamis          | 20 tháng 5, 1999 (22 tuổi)  |      |     | Shabab Al Ahli   |
|    |    |                     |                             |      |     |                  |
| 7  | TĐ | Rashid Mubarak      | 8 tháng 3, 1999 (23 tuổi)   |      |     | Al Nasr          |
| 9  | TĐ | Abdalla Abdulrahman | 25 tháng 1, 2000 (22 tuổi)  |      |     | Khor Fakkan      |
| 14 | TĐ | Saeed Al-Kaabi      | 25 tháng 11, 1999 (22 tuổi) |      |     | Emirates         |
| 19 | TĐ | Mansoor Saeed       | 29 tháng 9, 2003 (18 tuổi)  |      |     | Al Wahda         |
| 23 | TĐ | Ahmed Abunamous     | 5 tháng 10, 1999 (22 tuổi)  |      |     | Baniyas          |

## Uzbekistan
Huấn luyện viên: Timur Kapadze

| Số | VT | Cầu thủ                         | Ngày sinh (tuổi)            | Trận | Bàn | Câu lạc bộ       |
| -- | -- | ------------------------------- | --------------------------- | ---- | --- | ---------------- |
| 1  | TM | Shukron Yuldashev               | 21 tháng 4, 2002 (19 tuổi)  |      |     | Olympic Tashkent |
| 12 | TM | Vladimir Nazarov                | 8 tháng 6, 2002 (19 tuổi)   |      |     | Olympic Tashkent |
| 21 | TM | Abduvokhid Nematov (Đội trưởng) | 20 tháng 3, 2001 (21 tuổi)  |      |     | Nasaf            |
|    |    |                                 |                             |      |     |                  |
| 2  | HV | Saidazamat Mirsaidov            | 19 tháng 7, 2001 (20 tuổi)  |      |     | Olympic Tashkent |
| 3  | HV | Dostonbek Tursunov              | 3 tháng 1, 2001 (21 tuổi)   |      |     | Olympic Tashkent |
| 4  | HV | Abubakrrizo Turdialiev          | 4 tháng 2, 2001 (21 tuổi)   |      |     | Olympic Tashkent |
| 5  | HV | Mukhammadkodir Khamraliev       | 6 tháng 7, 2001 (20 tuổi)   |      |     | Olympic Tashkent |
| 6  | HV | Ibrokhimkhalil Yuldoshev        | 5 tháng 6, 1999 (22 tuổi)   |      |     | Dinamo Samarqand |
| 13 | HV | Eldorbek Begimov                | 29 tháng 1, 2001 (21 tuổi)  |      |     | Olympic Tashkent |
| 15 | HV | Bekhzod Shamsiev                | 4 tháng 6, 2001 (20 tuổi)   |      |     | Olympic Tashkent |
| 26 | HV | Shakhzod Toirov                 | 27 tháng 9, 2001 (20 tuổi)  |      |     | Olympic Tashkent |
|    |    |                                 |                             |      |     |                  |
| 10 | TV | Jasurbek Jaloliddinov           | 15 tháng 5, 2002 (19 tuổi)  |      |     | Kairat           |
| 14 | TV | Abbosbek Fayzullaev             | 3 tháng 10, 2003 (18 tuổi)  |      |     | Pakhtakor        |
| 16 | TV | Shakhzod Akramov                | 7 tháng 2, 2004 (18 tuổi)   |      |     | Nasaf            |
| 17 | TV | Diyor Kholmatov                 | 22 tháng 7, 2002 (19 tuổi)  |      |     | Pakhtakor        |
| 18 | TV | Sunatullo Makhamadjonov         | 30 tháng 6, 2003 (18 tuổi)  |      |     | Bunyodkor        |
| 20 | TV | Mukhammadaziz Ibrokhimov        | 29 tháng 3, 2001 (20 tuổi)  |      |     | Olympic Tashkent |
| 23 | TV | Davron Anvarov                  | 6 tháng 3, 2001 (21 tuổi)   |      |     | Olympic Tashkent |
|    |    |                                 |                             |      |     |                  |
| 7  | TĐ | Khusayin Norchaev               | 6 tháng 2, 2002 (20 tuổi)   |      |     | Nasaf            |
| 9  | TĐ | Ulugbek Khoshimov               | 3 tháng 1, 2001 (21 tuổi)   |      |     | Neftchi Fergana  |
| 11 | TĐ | Otabek Jurakuziev               | 2 tháng 4, 2002 (19 tuổi)   |      |     | Olympic Tashkent |
| 19 | TĐ | Temur Mamasidikov               | 23 tháng 8, 2002 (19 tuổi)  |      |     | Olympic Tashkent |
| 22 | TĐ | Ruslanbek Jiyanov               | 5 tháng 6, 2001 (20 tuổi)   |      |     | Olympic Tashkent |
| 25 | TĐ | Alibek Davronov                 | 28 tháng 12, 2002 (19 tuổi) |      |     | Nasaf            |

## Việt Nam
Huấn luyện viên:  Lee Young-jin

| Số | VT | Cầu thủ                | Ngày sinh (tuổi)            | Trận | Bàn | Câu lạc bộ            |
| -- | -- | ---------------------- | --------------------------- | ---- | --- | --------------------- |
| 1  | TM | Quan Văn Chuẩn         | 7 tháng 1, 2001 (21 tuổi)   | 2    | 0   | Hà Nội                |
|    | TM | Nguyễn Văn Toản        | 26 tháng 11, 1999 (22 tuổi) | 5    | 0   | Hải Phòng             |
| 25 | TM | Y Eli Niê              | 8 tháng 1, 2001 (21 tuổi)   | 1    | 0   | Đắk Lắk               |
| 30 | TM | Trịnh Xuân Hoàng       | 6 tháng 11, 2000 (21 tuổi)  | 2    | 0   | Đông Á Thanh Hoá      |
|    |    |                        |                             |      |     |                       |
| 2  | HV | Đặng Văn Tới           | 12 tháng 1, 1999 (23 tuổi)  | 1    | 0   | Hà Nội                |
| 3  | HV | Trần Quang Thịnh       | 12 tháng 5, 2001 (20 tuổi)  | 3    | 0   | Công An Nhân Dân      |
| —  | HV | Thái Bá Sang           | 21 tháng 5, 1999 (22 tuổi)  | 0    | 0   | Sông Lam Nghệ An      |
| 4  | HV | Liễu Quang Vinh        | 30 tháng 5, 1999 (22 tuổi)  | 1    | 0   | Đà Nẵng               |
| 5  | HV | Lương Duy Cương        | 7 tháng 11, 2001 (20 tuổi)  | 1    | 0   | SHB Đà Nẵng           |
| 12 | HV | Phan Tuấn Tài          | 7 tháng 1, 2001 (21 tuổi)   | 2    | 0   | Đắk Lắk               |
| 14 | HV | Nguyễn Văn Minh        | 8 tháng 2, 1999 (23 tuổi)   | 0    | 0   | Hải Phòng             |
|    |    |                        |                             |      |     |                       |
| 6  | TV | Nguyễn Trọng Long      | 6 tháng 1, 2000 (22 tuổi)   | 1    | 0   | Thành phố Hồ Chí Minh |
| 8  | TV | Nguyễn Hai Long        | 27 tháng 8, 2000 (21 tuổi)  | 2    | 0   | Hà Nội                |
| 11 | TV | Trần Bảo Toàn          | 14 tháng 7, 2000 (21 tuổi)  | 2    | 1   | Hoàng Anh Gia Lai     |
| 20 | TV | Dụng Quang Nho         | 1 tháng 1, 2000 (22 tuổi)   | 2    | 1   | Hoàng Anh Gia Lai     |
| 21 | TV | Nguyễn Hữu Thắng       | 19 tháng 5, 2000 (21 tuổi)  | 2    | 1   | Viettel               |
| 24 | TV | Lê Văn Đô              | 7 tháng 8, 2001 (20 tuổi)   | 1    | 1   | Phố Hiến              |
| 26 | TV | Đinh Xuân Tiến         | 6 tháng 1, 2003 (19 tuổi)   | 1    | 1   | Sông Lam Nghệ An      |
| 15 | TV | Huỳnh Công Đến         | 19 tháng 8, 2001 (20 tuổi)  | 0    | 0   | Phố Hiến              |
|    |    |                        |                             |      |     |                       |
| 7  | TĐ | Trần Văn Đạt           | 26 tháng 12, 2000 (21 tuổi) | 3    | 3   | Hà Nội                |
| 9  | TĐ | Lê Xuân Tú             | 6 tháng 9, 1999 (22 tuổi)   | 3    | 1   | Hà Nội                |
| 10 | TĐ | Võ Nguyên Hoàng        | 7 tháng 2, 2002 (20 tuổi)   | 1    | 0   | Phố Hiến              |
| 13 | TĐ | Võ Hoàng Minh Khoa     | 12 tháng 3, 2001 (21 tuổi)  | 0    | 0   | Becamex Bình Dương    |
| 16 | TĐ | Hồ Thanh Minh          | 7 tháng 2, 2000 (22 tuổi)   | 1    | 1   | Huế                   |
| 18 | TĐ | Nhâm Mạnh Dũng         | 12 tháng 4, 2000 (21 tuổi)  | 2    | 0   | Viettel               |
| 19 | TĐ | Nguyễn Quốc Việt       | 2 tháng 10, 2003 (18 tuổi)  | 2    | 0   | Nutifood-JMG          |
| 22 | TĐ | Nguyễn Trần Việt Cường | 27 tháng 12, 2000 (21 tuổi) | 2    | 0   | Becamex Bình Dương    |
| 23 | TĐ | Nguyễn Văn Tùng        | 7 tháng 12, 2001 (20 tuổi)  | 1    | 2   | Hà Nội                |